# Conopophaga roberti
Conopophaga roberti là một loài chim trong họ Conopophagidae.